# Jenny Wiegmann Mucchi

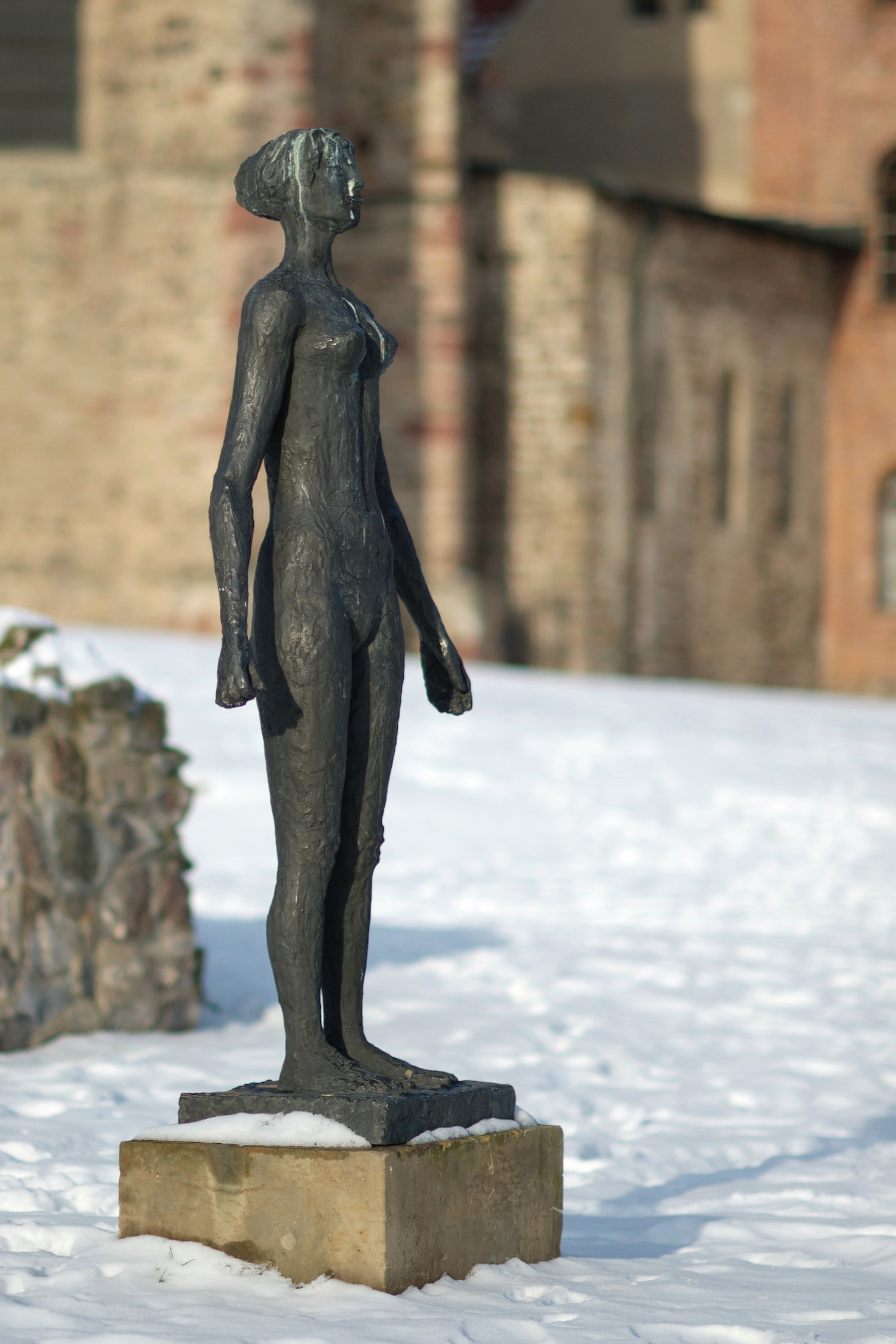
La nuotatrice, bronzo, 1969

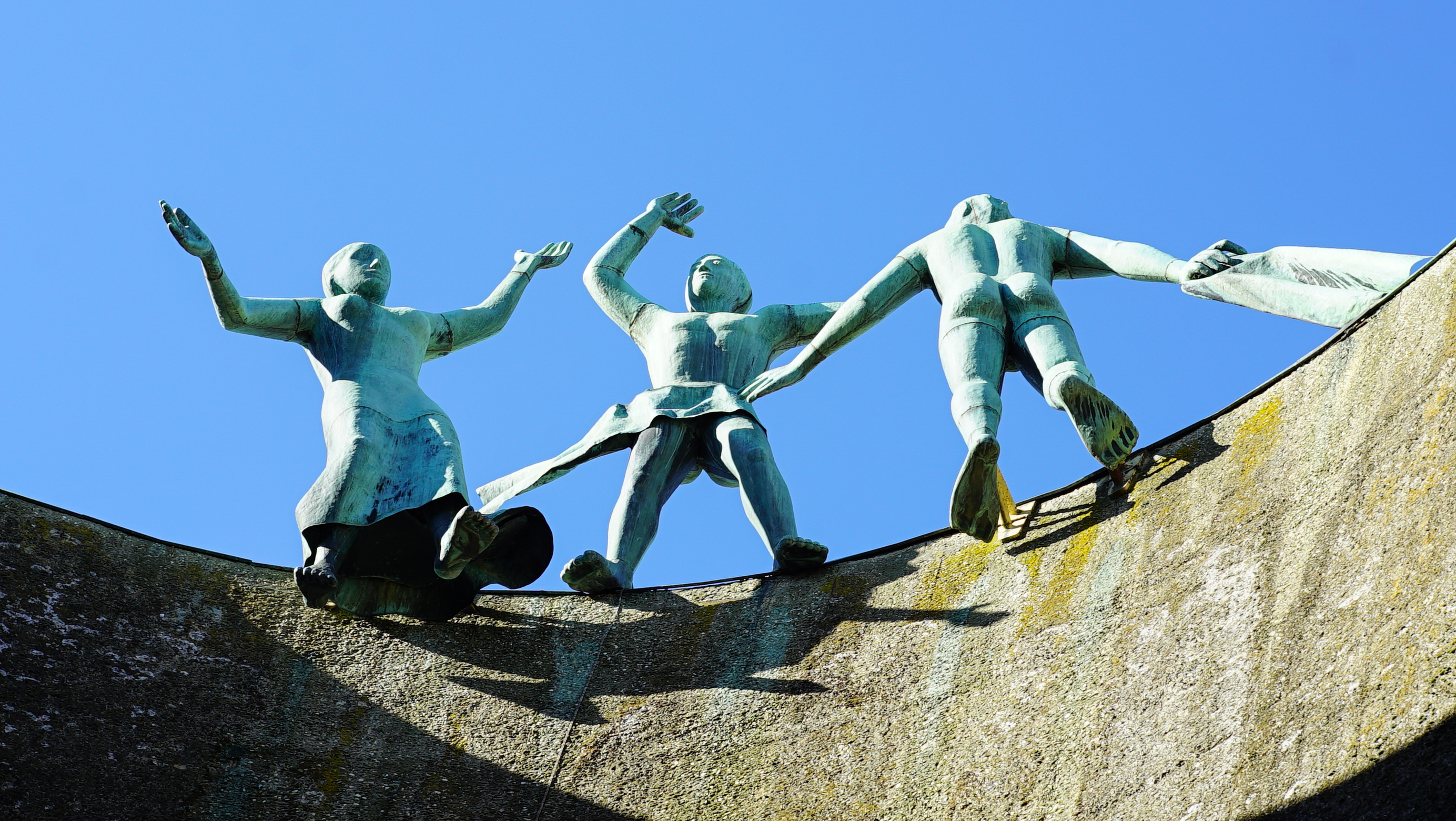
Gruppo scultoreo di Wiegmann Mucchi nel Monumento Ossario ai caduti partigiani

Jenny Wiegmann Mucchi, nota anche semplicemente come Genni (Berlino, 1895 – Berlino, 1969), è stata una scultrice tedesca naturalizzata italiana.

## Biografia
Tra il 1917 e il 1923 Jenny studia presso l'istituto Levin-Funke a Berlino sotta la guida di August Kraus e Lovis Corinth. Sono anni di fermento politico. La fine della prima guerra mondiale porta la popolazione a prendere posizioni politiche decise. Nel 1918 Jenny partecipa ai moti rivoluzionari di Monaco che portarono alla Repubblica di Weimar.
Nel 1920 sposa Berthold Müller-Oerlinghausen, uno scultore suo compagno di studi, da cui divorzierà nel 1931.
Verso la fine degli anni venti partecipa ad una mostra a New York, prima tappa importante della sua carriera professionale.
Il matrimonio con Gabriele Mucchi risale al 1933. Conosciuto nel 1925 la coppia si trovò coinvolta in un rapporto intellettuale e sentimentale che li portò a condividere molte esperienze sia artistiche che politiche. Con lui si trasferisce a Parigi nel 1931. Nel 1933 con il marito espone alla V Triennale di Milano. In quel periodo si avvicina agli ambienti di Corrente, movimento artistico vicino alla omonima rivista fondata da Ernesto Treccani. Nel 1937 è stata premiata al Salone Mondiale di Parigi con una medaglia d'oro.
Gli anni della guerra la vedono impegnata nella resistenza come staffetta e attiva nella difesa degli ebrei mentre il marito, salito in montagna, si unisce ai partigiani.
Molte furono le sue collaborazioni con architetti. Collaborò anche con Bottoni di cui rimangono tracce in numerosi edifici.
Nel 1983 fu esposta alla mostra "Esistere come donna" a Palazzo Reale a Milano. Soprattutto negli ambienti italiani è conosciuta semplicemente come "Genni".

## Esposizioni
- 1934 Biennale di Venezia
- 1940 mostra collettiva nel gruppo Corrente
- 1962 Nationalgalerie, Berlino (DDR)
- 1990 L'altra metà dell'Avanguardia curata da Lea Vergine
- 1999 L'architettura a Napoli tra le due guerre, Napoli, Palazzo Reale, 26 marzo - 26 giugno 1999[2]
- 2013 Anni trenta oltre il fascismo Firenze, Palazzo Strozzi, 22 settembre 2012 - 27 gennaio 2013[3]
- 2017 Bildhauerin in Italien und Deutschland, Berlin Spandau, Zitadelle Alte Kaserne, 12 maggio - 3 settembre 2017[4]

## Collocazioni pubbliche
- Camera dei Deputati, Ritratto di Gino Severini, 1932, bronzo, donazione 18/10/1984[5]
- Triennale di Milano, una statua in pietra[6]
- Bologna, cinque sagome per l’Ossario per i caduti partigiani progettato da Piero Bottoni, anni Cinquanta[7][8]
- Berlino: monumento a Lumumba realizzato nel 1961

## Curiosità
Nel 1945, per la Liberazione, sbalza in rame la Stella delle Brigate Garibaldi, su incarico del loro comandante Luigi Longo.